# Úhor

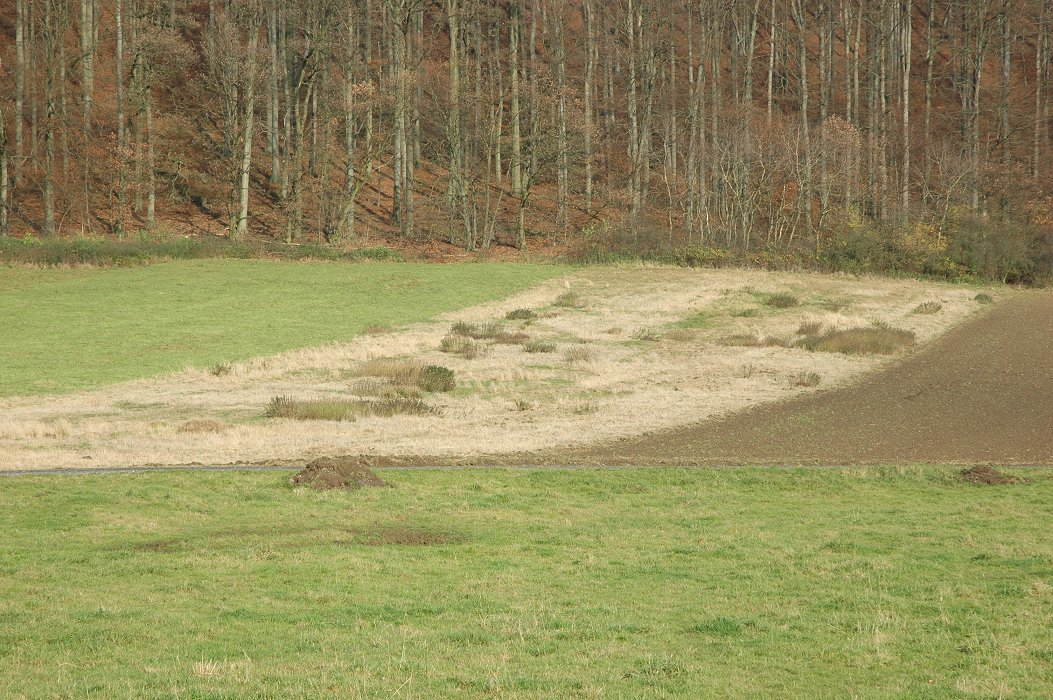
Úhor – neobdělaný díl pole

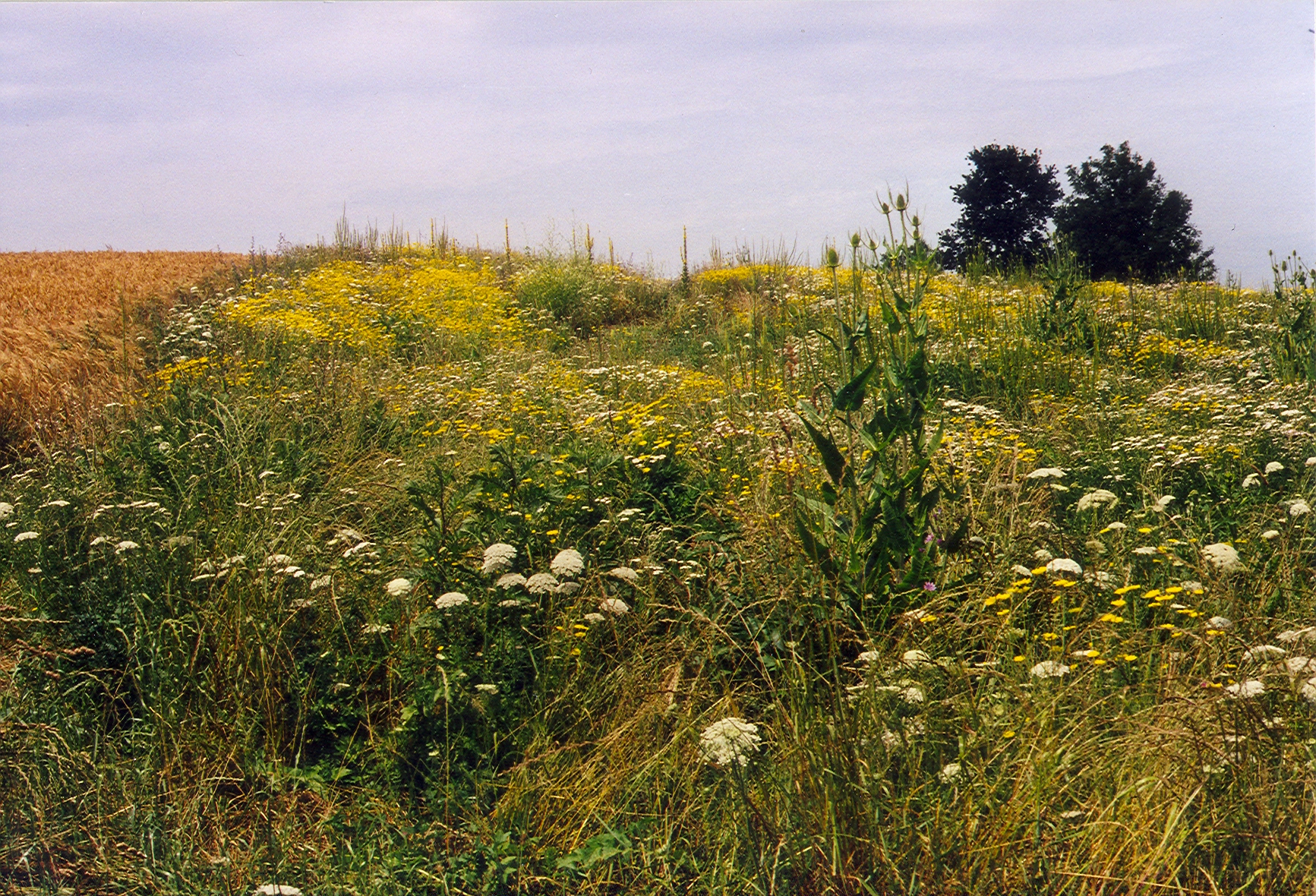
Pás květnatého úhoru v pokročilejší fázi sukcese

Úhor je část pole ležící dočasně ladem. Pro víceletý úhor, kdy si půda více odpočinula, se používal termín lado, lada, jehož synonymem bylo ve staré češtině slovo laz/láz, lazy, které se dochovalo v některých místních názvech a které v novější češtině nářečně znamená pole ležící o samotě nebo louku nebo pole, které bylo získáno tříbením lesa, často tedy vysoko položené pole. Bez pravidelné údržby mohou zůstat též louky či pastviny, takové pozemky se nazývají luční, resp. pastvinná lada.

## Historie

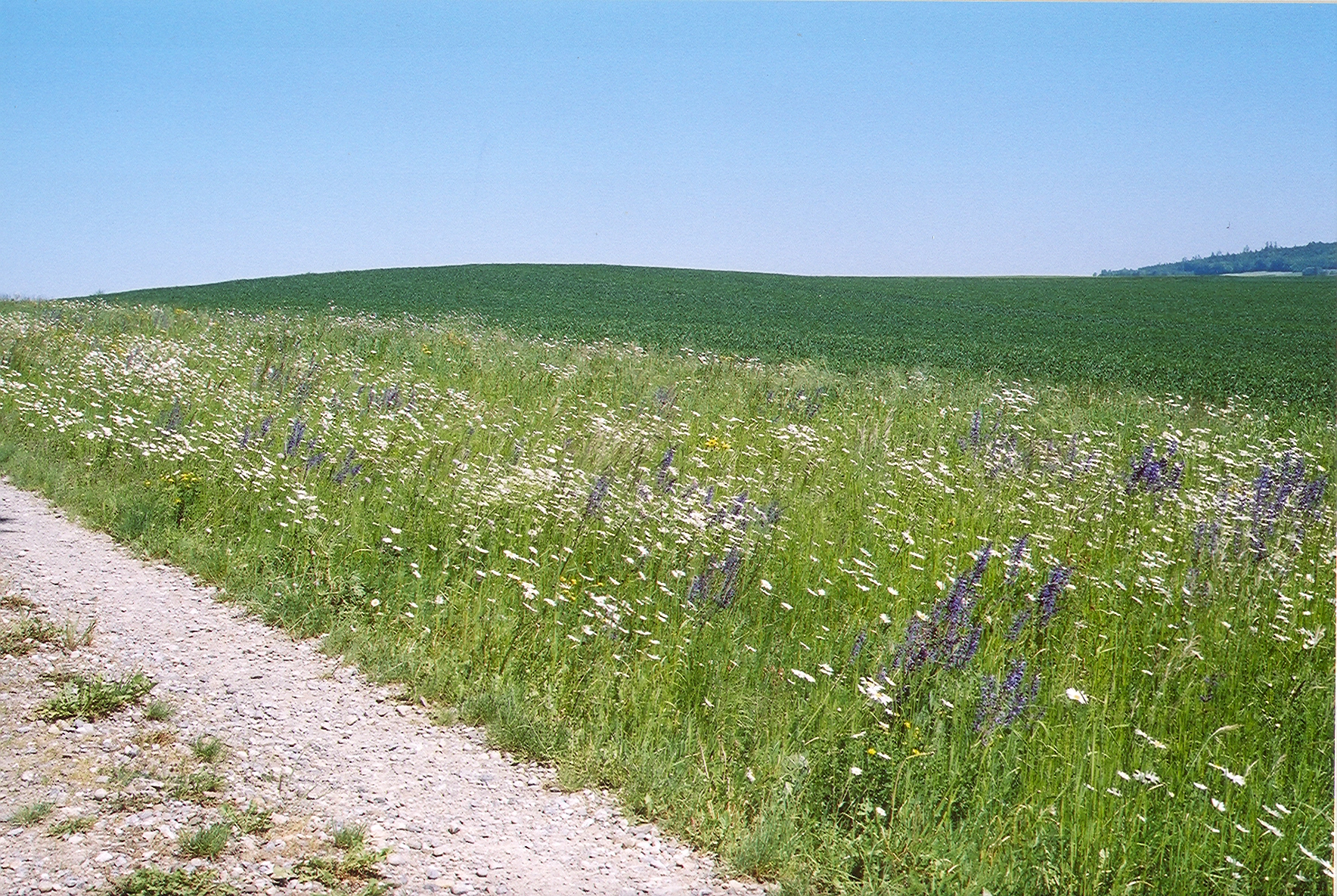
Úhor jako pruh přiléhající k polní cestě ve Švýcarsku

Úhor jako způsob zvyšování výnosu zemědělské půdy byl využíván ve dvojpolním systému a trojpolním systému hospodářství. Na neobdělávané části pole se zpravidla pásl dobytek. Vždy po roce došlo k cyklickému posunu způsobu využití jednotlivých částí pole. Na trojpolní systém začali přecházet v Evropě zemědělci ve 12. století, k jeho opuštění došlo se zdokonalením osevních postupů a efektivního střídání plodin během průmyslové revoluce v 18.–19. století, které znamenalo přechod k současnému intenzivnímu zemědělství. Určitou renesanci zažívá tento druh využití pozemků v aktuální zemědělské politice, kladoucí důraz na větší ekologickou udržitelnost a podporu biodiverzity v krajině; na úhor ponechaný určitou stanovenou dobu ladem lze čerpat zemědělské dotace v rámci tzv. Greeningu.

## Ekologická funkce úhorů

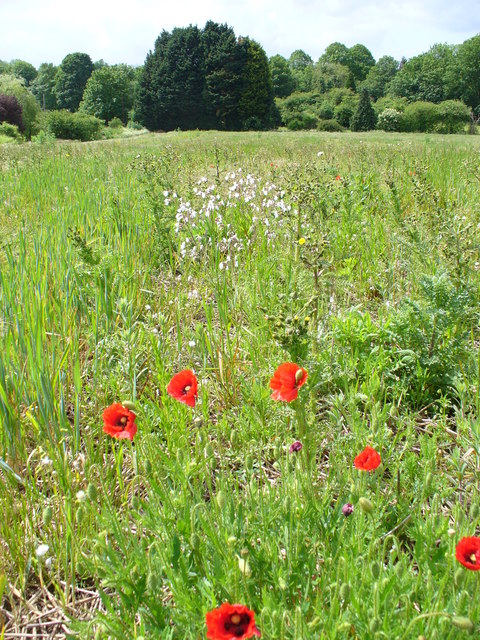
Vegetace na polním úhoru

Úhory jsou v krajině specifickým biotopem poskytujícím životní prostor mnoha druhům rostlin a živočichů. Jsou to v podstatě časná vývojová stadia vegetace vznikající po narušení půdního povrchu, jejichž vegetace se proměňuje v závislosti na probíhající sukcesi a počáteční zásobě diaspor v půdní semenné bance. Existují též rozdíly mezi jarní a letní podobou vegetace.
Na úhorech je zaznamenávána mnohem větší biodiverzita ve srovnání s okolními zemědělskými porosty a pro mnohé ohrožené a vzácné druhy často představují jedno z posledních refugií v kulturní krajině; ta je jimi též členěna do menších celků a zároveň propojena. Ideální je, pokud pozemky ponechané jako úhor přiléhají k polním cestám, mezím, křovinám či lesíkům, aby umožňovaly vytvoření pozvolných přechodů (ekotonů) mezi poli a navazujícími přirozenými ekosystémy. Lze je též dosévat nektarodárnými rostlinami, například komonicí, jetelem nebo svazenkou. Obvyklá doba trvání úhoru jsou tři roky, během této doby je možné jej například přepásat dobytkem; poté je půda znovu zorána a produkčně využita.

## Vegetace úhorů
V prvních letech na půdě obvykle převládají jednoleté plevelné druhy, jako jsou ostrožka stračka, mák vlčí, hluchavka objímavá, hlaváček letní, bračka rolní, chrpa polní, violka rolní, ředkev ohnice, některé trávy a mnohé další; možná je také počáteční fáze s rychlým nárůstem vytrvalých druhů (pcháč rolní, pelyněk černobýl). Později se druhová skladba vyvíjí směrem k vytrvalé ruderální či travinné vegetaci. Šíření invazních druhů či nebezpečných karanténních plevelů nebylo při tomto způsobu hospodaření pozorováno. Jsou-li úhory ponechány ladem delší dobu, aniž by byly opětovně zorány, dochází posléze k jejich degradaci zarostením expanzivními druhy trav (ovsík, třtina) a křovinami.